# الإعاقة في كمبوديا

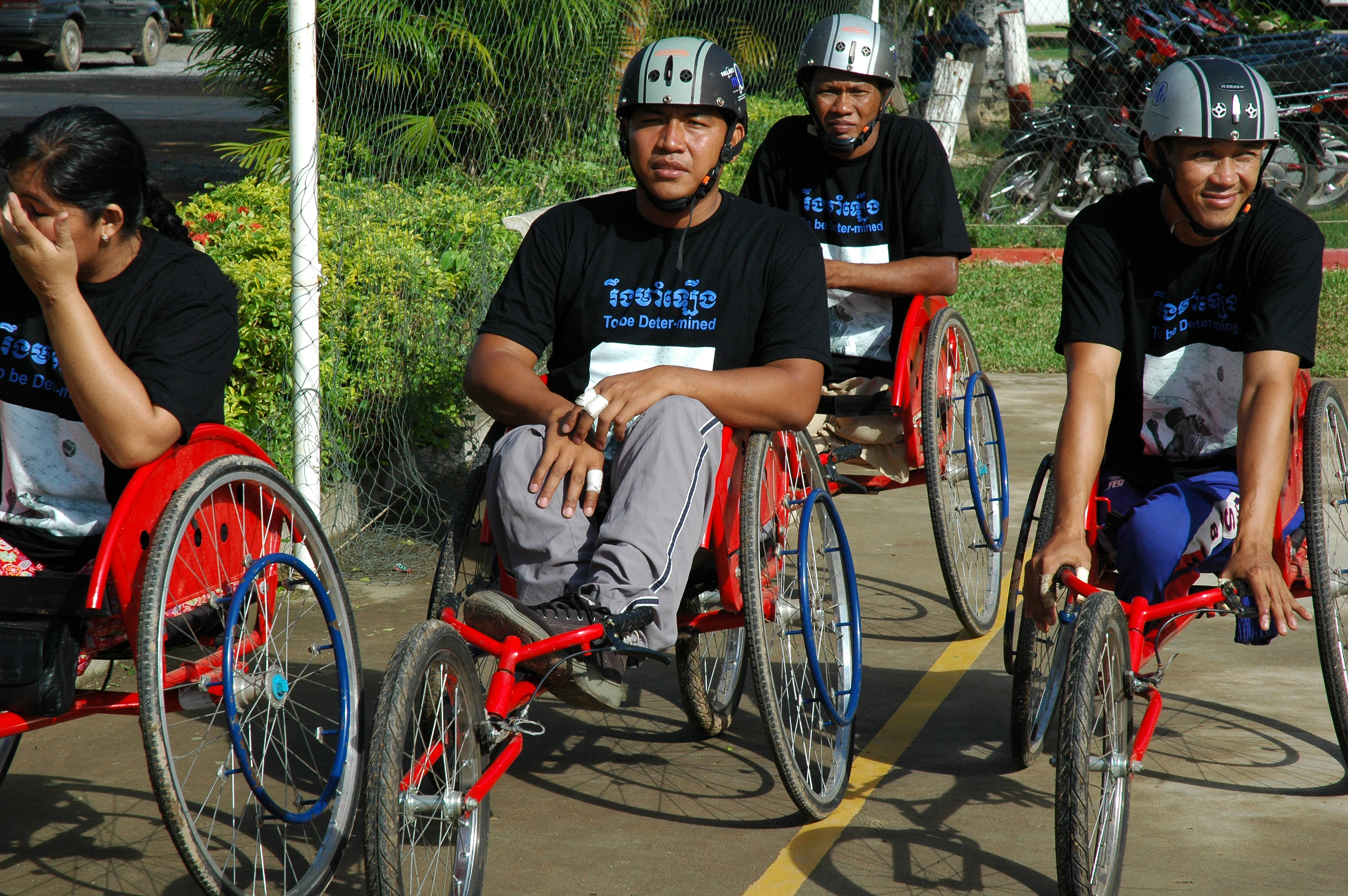
فريق الكرة الطائرة لذوي الإعاقة في كمبوديا

حتى عام 2019، بلغت نسبة الأشخاص من ذوي الإعاقة في كمبوديا ممن تبلغ أعمارهم خمس سنوات فأكثر حوالي 4.9% من إجمالي السكان، مع تفاوت في درجات الإعاقة بين الأفراد.

## التاريخ
وقّعت كمبوديا وصدّقت على اتفاقية حقوق الأشخاص ذوي الإعاقة التابعة للأمم المتحدة، وكذلك على معاهدة مراكش لتيسير النفاذ إلى المصنفات المنشورة لفائدة الأشخاص المكفوفين أو معاقي البصر. وتعكس هذه الخطوات التزام البلاد بتحسين أوضاع الأشخاص ذوي الإعاقة، وتعزيز اندماجهم الكامل في المجتمع.

## الاقتصاد
رغم جهود الحكومة، لا تزال المشاركة الاقتصادية للأشخاص ذوي الإعاقة محدودة. ففي عام 2019، تم توظيف ما مجموعه 2,860 شخصًا من ذوي الإعاقة في مؤسسات الحكومة الكمبودية. ويواجه الكثير من الأشخاص ذوي الإعاقة تحديات في الحصول على وظائف، سواء في القطاع العام أو الخاص، بسبب التمييز المجتمعي أو ضعف الوصول إلى التعليم والتدريب المهني.

## التحديات
لا يزال الأشخاص ذوو الإعاقة في كمبوديا يواجهون العديد من التحديات، منها:
ضعف الوصول إلى البنية التحتية الميسّرة والخدمات العامة.
التمييز المجتمعي والمفاهيم النمطية تجاه الإعاقة.
نقص البرامج الداعمة في مجالي التعليم والرعاية الصحية، خصوصًا في المناطق الريفية.
الأثر المستمر لمخلفات الحرب، مثل الألغام الأرضية، التي ساهمت في زيادة عدد الأشخاص ذوي الإعاقة.

## المبادرات والبرامج
أطلقت الحكومة الكمبودية، بالتعاون مع شركاء دوليين مثل برنامج الأمم المتحدة الإنمائي (UNDP)، عدة برامج لدعم دمج الأشخاص ذوي الإعاقة، من بينها برنامج تعزيز الإدماج الذي يهدف إلى دعم حقوقهم وتسهيل مشاركتهم في عملية صنع القرار والسياسات العامة.